# 陳敬修
陳敬修（?—?），山東省沂州府郯城縣人，清朝政治人物、同進士出身。
光緒十六年（1890年），参加光緒庚寅科殿試，登進士三甲36名。同年五月，著交吏部掣签，分发各省以知县即用。